# Список эпизодов мультсериала «Леди Баг и Супер-Кот»

## Обзор сезонов
| Сезон | Сезон | Эпизоды | Дата мировой премьеры | Дата мировой премьеры |
| Сезон | Сезон | Эпизоды | Премьера сезона       | Финал сезона          |
| ----- | ----- | ------- | --------------------- | --------------------- |
|       | 1     | 26      | 1 сентября 2015       | 19 марта 2016         |
|       | 2     | 26      | 11 декабря 2016       | 3 ноября 2018         |
|       | 3     | 26      | 1 декабря 2018        | 13 ноября 2019        |
|       | 4     | 26      | 23 марта 2021         | 10 марта 2022         |
|       | 5     | 27      | 13 июня 2022          | 10 сентября 2023      |
|       | 6     | 26      | 24 января 2025        | не завершён           |

## Первый сезон
| № | #  | Название                                                                                                   | Сценарист(-ы)                                                                       | Режиссёр(-ы) | Дата премьеры (мировая)        | Дата премьеры (Россия) | Произв. код |
| --- | -- | --- | ----------------------------------------------------------------------------------- | ------------ | ------------------------------ | ---------------------- | ----------- |
| 1 | 1  | «Начало. Часть 1» «Ladybug & Cat Noir (Origins - Part 1) / Ladybug et Chat Noir (Origines - Partie 1)»     | Томас Астрюк, Квентин и Себастьен Тибодо                                            | Томас Астрюк | 1 марта 2016 (Южная Корея)     | 9 октября 2016         | 122         |
| Неизвестный злодей, найдя талисман бабочки и узнав о возможностях талисманов, активирует его и именует себя Бражником. Его цель — найти талисманы Леди Баг и Супер-Кота, которые вместе обладают огромной силой и способностью исполнять любое желание. Хранитель талисманов, проживающий в Париже, узнаёт об активации талисмана бабочки и принимает решение найти помощников — новых Леди Баг и Супер-Кота. Он находит Маринетт и Эдриана, которым тайно подсовывает талисманы Леди Баг (квами Тикки) и Супер-Кота (квами Плагг). В этот же день Бражник находит свою первую жертву — ученика Айвана, которого несправедливо наказали, и превращает его в Каменное сердце — огромного каменного монстра, разрушающего город. В ходе своей первой битвы двум супергероям удаётся победить монстра, но неопытная новая Леди Баг не знает, что освободившегося акуму необходимо поймать и нейтрализовать. Это приводит к страшным последствиям. |    | |                                                                                     |              |                                |                        |             |
| 2 | 2  | «Каменное Сердце (Начало. Часть 2)» «Stoneheart (Origins - Part 2) / Cœur de Pierre (Origines - Partie 2)» | Томас Астрюк, Квентин и Себастьен Тибодо                                            | Томас Астрюк | 2 марта 2016 (Швейцария)       | 16 октября 2016        | 123         |
| Освобождённый акума размножается и захватывает обычных жителей города. Эдриану не нравится, что его отец, Габриэль Агрест, постоянно держит его на домашнем обучении и запрещает ходить в обычную школу. Он находит момент, чтобы сбежать из дома, и приходит в школу, где впервые встречает Маринетт, но их отношения не складываются. Айван снова оказывается под влиянием негативных эмоций, превращается в Каменное сердце и снова устраивает хаос в городе, но уже вместе с армией таких же монстров. Во время битвы Бражник заявляет всему городу о себе и своих намерениях — заполучить талисманы Леди Баг и Супер-Кота. А Леди Баг — о своей способности защитить жителей города. В конце серии, благодаря Натали, помощнице Габриэля, Эдриану всё-таки разрешают ходить в школу. А вечером, когда Маринетт пересекается с ним, в ходе романтичной сцены у неё просыпаются чувства к нему. |    | |                                                                                     |              |                                |                        |             |
| 3 | 3  | «Непогода» «Stormy Weather / Climatika»                                                                    | Фред Ленуар                                                                         | Томас Астрюк | 1 сентября 2015 (Южная Корея)  | 19 декабря 2015        | 101         |
| В Париже среди подростков проводится конкурс на ведущую прогноза погоды. В финале осталось две девочки. Проигравшая, Аврора, недовольна своим проигрышем. Бражник превращает её в Непогоду, чтобы она с помощью своей способности управлять погодой устроила беспорядок и привлекла внимание Леди Баг и Супер-Кота. |    | |                                                                                     |              |                                |                        |             |
| 4 | 4  | «Леди Вай-Фай» «Lady Wifi»                                                                                 | Себастьен Тибодо                                                                    | Томас Астрюк | 6 октября 2015 (Южная Корея)   | 23 января 2016         | 103         |
| Аля фанатеет по Леди Баг и обнаружила несколько признаков подозревать, что Хлоя, это Леди Баг. В попытке добыть более надёжные доказательства, она тайно фотографирует Хлою. Но она замечает это и жалуется директору на поведение Али. Пригрозив директору влиянием мэра, своего отца, Хлоя добивается, чтобы Алю отстранили от занятий. Несправедливость разозлила Алю, и Бражник превращает её в Леди Вайфай. В стремлении отомстить Хлое, ей удаётся узнать, что Хлоя тоже фанатеет от Леди Баг и дома переодевается в её костюм и представляет себя супергероем. У Леди Баг и Супер-Кота появляются шансы узнать друг о друге, кто скрывается под масками. Но они понимают, что нельзя раскрывать личности друг друга никому. |    | |                                                                                     |              |                                |                        |             |
| 5 | 5  | «Злолюстратор» «The Evillustrator / Le Dessinateur»                                                        | Матье Шоке                                                                          | Томас Астрюк | 26 октября 2015 (Франция)      | 23 января 2016         | 102         |
| Натаниэль — одноклассник Маринетт, мечтательный, одарённый, но стеснительный художник. Когда все обнаруживают его зарисовки комикса, и учитель химии пристыжает его, он сильно разочаровывается, что его недооценивают. Бражник превращает его в Злолюстратора, способного воплощать нарисованное в реальности или стирать предметы из реальности. |    | |                                                                                     |              |                                |                        |             |
| 6 | 6  | «Принцесса ароматов» «Princess Fragrance / Princesse Fragrance»                                            | Матье Шоке, Леони-Дэ-Руддэ                                                          | Томас Астрюк | 13 марта 2016 (Канада)         | 4 июня 2016            | 104         |
| После очередного спасения города Маринетт обнаруживает, что её квами заболела. Тикки сообщает, что существует лекарь для квами. В это время в Париж приезжает молодой и известный благотворитель принц Али, которого обожает Роуз. Она хочет передать ему своё письмо и просит это сделать Хлою, которая собирается встретиться с принцем. Но Хлоя демонстративно отказывается и рвёт письмо. В расстроенную Роуз вселяется акума и превращает её в Принцессу ароматов. С помощью аромата духов она делает людей своими слугами. Маринетт находит лекаря для квами. Он загадочным ритуалом вылечивает Тикки. В будущем выяснится, что это хранитель талисманов. |    | |                                                                                     |              |                                |                        |             |
| 7 | 7  | «Злобный купидон» «Dark Cupid / Le Dislocœur»                                                              | Рэджис Джаулинь                                                                     | Томас Астрюк | 29 октября 2015 (Франция)      | 13 февраля 2016        | 105         |
| В день святого валентина Ким, немного глуповатый спортсмен, ищет подарок для Хлои, которая ему нравится. Но дарение подарка оказалось неудачным и унизительным. Ситуацию усугубила Хлоя своими едкими замечаниями. Разбитое сердце Кима привлекает акуму. Бражник превращает его в Злобного купидона, который убивает любовь и заставляет людей ненавидеть друг друга. |    | |                                                                                     |              |                                |                        |             |
| 8 | 8  | «Месье Голубь» «Mr. Pigeon / M. Pigeon»                                                                    | Гуильям Мотален, Себастьен Урсель                                                   | Томас Астрюк | 29 сентября 2015 (Южная Корея) | 16 января 2016         | 106         |
| Любителя голубей, месье Рамье, выгоняют из парка, так как там запрещено их кормить. Ему не нравится, что никто не любит голубей, и Бражник превращает его в Месье Голубя и наделяет способностью контролировать голубей, чтобы захватить весь город. |    | |                                                                                     |              |                                |                        |             |
| 9 | 9  | «Пикселятор» «Pixelator / Numéric»                                                                         | Гуильям Мотален, Себастьен Урсель                                                   | Томас Астрюк | 3 марта 2016 (Канада)          | 10 сентября 2016       | 107         |
| Ученики всего класса проходят ознакомительную практику в отеле Гран Пари. В это время в отель приезжает рок-звезда Джагед Стоун. Фанат Винсент преследует его и мечтает сделать общее фото, но его прогоняют. Злой и расстроенный Винсент становится жертвой акумы и становится Пикселятором, способным оцифровывать людей при фотографировании. |    | |                                                                                     |              |                                |                        |             |
| 10 | 10 | «Двойник» «Copycat / L'Imposteur»                                                                          | Себастьен Тибодо, Паскаль Бутбуль                                                   | Томас Астрюк | 15 сентября 2015 (Южная Корея) | 26 декабря 2015        | 108         |
| Скульптор, фанат Леди Баг, сделал памятник в её честь. На церемонию открытия памятника приглашены оба супергероя. Но пришёл только Супер-Кот. А Маринетт из-за своей неуклюжести отправила глупое голосовое сообщение Эдриану, потратила много время на исправление ошибки и пропустила церемонию. Скульптор сильно разочарован, что Леди Баг не пришла. Бражник превращает его в Двойника, чтобы он скопировал облик Супер-Кота и занял его место. |    | |                                                                                     |              |                                |                        |             |
| 11 | 11 | «Пузырь» «The Bubbler / Le Bulleur»                                                                        | Томас Астрюк, Себастьен Тибодо                                                      | Томас Астрюк | 8 сентября 2015 (Южная Корея)  | 19 декабря 2015        | 109         |
| У Эдриана день рождения. Его друг Нино очень хотел организовать вечеринку в честь его дня рождения. Но Габриэль Агрест запретил её. Негатив Нино привлекает акуму Бражника, и он превращается в Пузыря. С помощью больших пузырей он убирает всех взрослых из города и устраивает желаемую вечеринку, пригласив всех друзей. Но друзья не довольны тем, что остались без родителей. |    | |                                                                                     |              |                                |                        |             |
| 12 | 12 | «Гипнотизёр» «Simon Says / Jackady»                                                                        | Фред Ленуар                                                                         | Томас Астрюк | 6 марта 2016 (Канада)          | 11 июня 2016           | 110         |
| В телевизионном шоу, где зрители выбирают испытание для участников, участвует Симон Гримо, гипнотизёр, но он скромно признаётся, что не использует свою способность против людей. Ему дают задание привести капризную знаменитость на сцену студии. И такой знаменитостью выбирают отца Эдриана — Габриэля Агреста, который думал, что у него просто возьмут интервью. Узнав, что на самом деле его заманили на развлекательное шоу, он грубо отказывается и отключается от эфира. Симону присуждают поражение и выгоняют из шоу. Униженный Симон навлекает на себя акуму и превращается в гипнотизёра. Он стремится всё-таки привести Габриэля на шоу и загипнотизировать его. Когда Габриэля Агреста защищают Леди Баг и Супер-Кот, он проявляет повышенный интерес к талисманам супергероев: серёжкам Леди Баг и кольцу Супер-Кота. |    | |                                                                                     |              |                                |                        |             |
| 13 | 13 | «Роджер-коп» «Rogercop»                                                                                    | Дэнис Бардья                                                                        | Томас Астрюк | 20 октября 2015 (Южная Корея)  | 29 января 2016         | 111         |
| Во время урока профориентации, где родители всех учеников рассказывают о своих профессиях, Плаггу было настолько скучно, что он незаметно для всех проник в сумочку к Хлое и застрял в её дорогом браслете. Когда полицейский Роджер, отец Сабрины, рассказывает о своей работе, Хлоя обнаруживает пропажу браслета и обвиняет в этом Маринетт. Полицейский попытался объяснить, что нельзя обвинять кого-то в преступлении без доказательств. Но мэр, отец Хлои, попытался воспользоваться своим должностным положением и потребовал обыскать Маринетт. Роджер отказался это делать и мэр его уволил. Роджер недоволен произволом мэра, что привлекает Бражника. Он превращает его в Роджер-копа — робота со способностью вершить справедливостью и заставлять людей следовать закону. |    | |                                                                                     |              |                                |                        |             |
| 14 | 14 | «Игрок» «Gamer / Le Gamer»                                                                                 | Гуильям Мотален, Себастьен Урсель                                                   | Томас Астрюк | 17 января 2016 (Франция)       | 29 апреля 2016         | 112         |
| В школе проходит отбор на парижский турнир по известной компьютерной игре в жанре файтинг. От школы отправят команду из двух участников, набравших наибольшее количество очков в игре. Эдриан и Макс главные претенденты. На последних тренировках Эдриан обходит Макса, и Маринетт понимает, что если она обойдёт Макса по очкам, то она окажется в одной команде с Эдрианом. Она решает воспользоваться таким шансом. Так как она много играла дома со своими родителями и имеет большой опыт именно в этой игре, ей удаётся победить Макса. Макс сильно разозлён безрезультатным итогом своих стараний, и Бражник превращает его в Игрока. |    | |                                                                                     |              |                                |                        |             |
| 15 | 15 | «Зверочеловек» «Animan»                                                                                    | Седрик Перрен, Джен-Кристоф Эрве                                                    | Томас Астрюк | 24 января 2016 (Франция)       | 7 мая 2016             | 113         |
| Нино нравится Маринетт, но он не знает, как ей признаться в своих чувствах. Эдриан подсказывает Нино позвать её в зоопарк. Но из-за своего стеснения и робкости он прибегает к помощи своего друга Эдриана. Зеркальная ситуация происходит с Маринетт, которой помогает Аля. Что и приводит к череде неловких ситуаций. В это же время в зоопарке Ким своими выходками раздражает смотрителя зоопарка, который ухаживает за пантерой. До такой степени, что в него вселяется акума, который превращает его в Зверочеловека, способного управлять животными и самому превращаться в любое животное. Леди Баг, на время пока она разбирается с новым злодеем, запирает Нино и Алю в одну из клеток. В конце серии они расскажут Маринетт, что у них оказалось много общих интересов, и это положит начало их длительным отношениям. |    | |                                                                                     |              |                                |                        |             |
| 16 | 16 | «Тёмный рыцарь» «Darkblade / Le Chevalier Noir»                                                            | Матье Шоке, Леони-Дэ-Руддэ                                                          | Томас Астрюк | 17 ноября 2015 (Южная Корея)   | 9 апреля 2016          | 114         |
| В школе проходят выборы главы класса. И единственным кандидатом остаётся Хлоя. Чтобы не допустить единоличной победы Хлои, Маринетт тоже выдвигает себя кандидатом. Пока она думает, как угодить другим ученикам класса, прислушиваясь к их пожеланиям, Хлоя планирует победить, испортив репутацию своей соперницы. В то же время Арманд д'Аржанкур, тренер по фехтованию, участвовал в выборах мэра Парижа и проиграл. В истории его рода уже происходило подобное, когда одного из его предков свергали с помощью обмана и подкупа жителей. Его жажда отомстить навлекает на него акуму, он превращается в Тёмного рыцаря и захватывает власть в городе. |    | |                                                                                     |              |                                |                        |             |
| 17 | 17 | «Фараон» «The Pharaoh / Le Pharaon»                                                                        | Седрик Бакконье                                                                     | Томас Астрюк | 13 октября 2015 (Южная Корея)  | 16 января 2016         | 115         |
| Аля находит учебник истории, который обронила Леди Баг, что позволяет подозревать ей, что Леди Баг учится вместе с ней в одной школе. Когда Маринетт узнаёт об этом, она придумывает план, как незаметно забрать учебник. Тикки предлагает Маринетт пригласить Алю в музей Лувр, где друзья узнают, что Леди Баг существует давно, и даже в иероглифах из Древнего Египта есть упоминания о Леди Баг. Джалил — молодой и амбициозный работник музея, хочет разгадать тайны древнеегипетских свитков и скипетра. Но отец Алим Кубдель, управляющий Лувра, не воспринимает стремления сына всерьёз. Недовольный таким отношением отца, Джалил навлекает на себя акуму и превращается в Фараона, обладающего силами богов Древнего Египта. |    | |                                                                                     |              |                                |                        |             |
| 18 | 18 | «Повелительница времени» «Timebreaker / Chronogirl»                                                        | Себастьен Тибодо, Михаэль Доленешаль                                                | Томас Астрюк | 22 сентября 2015 (Южная Корея) | 26 декабря 2015        | 116         |
| Алекс, одноклассница Маринетт, получила от отца, ценный подарок — старинные часы. Позже, перед тем как участвовать в гонке на спор, она передала часы Маринетт. Их пришлось передать через несколько рук и из-за неудачного стечения обстоятельств часы разбились. Бражник превращает Алекс в Повелительницу времени, которая забирает энергию времени у других, чтобы использовать её для возвращения в прошлое и спасения разбитых часов. |    | |                                                                                     |              |                                |                        |             |
| 19 | 19 | «Страшила» «Horrificator»                                                                                  | Фред Ленуар                                                                         | Томас Астрюк | 30 октября 2015 (Франция)      | 6 февраля 2016         | 117         |
| Друзья снимают любительский фильм ужасов про монстра. Но Милен оказалась настолько чувствительной и трусливой, что она боится даже костюмов. Ей стыдно, что у неё не получается сыграть свою роль. Так она становится жертвой Бражника и превращается в Страшилу — монстра, который питается страхом, чтобы показать всем, насколько ей было страшно. |    | |                                                                                     |              |                                |                        |             |
| 20 | 20 | «Кукловод» «The Puppeteer / La Marionnettiste»                                                             | Себастьен Тибодо                                                                    | Томас Астрюк | 7 февраля 2016 (Франция)       | 14 мая 2016            | 118         |
| Маленькая Манон, с которой няньчилась Маринетт, обижена тем, что её мать не верит, что Маринетт подарила ей одну из кукол, и забирает её. Бражник превращает Манон в Кукловода и даёт ей силу управлять людьми через кукол, которые изображают их. |    | |                                                                                     |              |                                |                        |             |
| 21 | 21 | «Мим» «The Mime / Le Mime»                                                                                 | Томас Астрюк, Франсуа Шарпьят, Михаэль Доленешаль, Кэрин Лоллишон, Себастьен Тибодо | Томас Астрюк | 24 ноября 2015 (Южная Корея)   | 16 апреля 2016         | 119         |
| Фред Хапрель — отец Милен и актёр, готовящийся сыграть главную роль в пьесе про мима. Он приезжает к Маринетт, чтобы забрать шляпу, которую она сделала по его заказу. Но запасной актёр Крис подставляет Фреда, из-за чего тот опаздывает на выступление и его отстраняют от участия в пьесе. Фред впадает в уныние и Бражник превращает его в Мима, способного своими действиями создавать невидимые, но осязаемые, предметы. В этой же серии у Али удаётся взять интервью у Леди Баг. |    | |                                                                                     |              |                                |                        |             |
| 22 | 22 | «Злодей-гитарист» «Guitar Villain / Guitar Vilain»                                                         | Себастьен Тибодо                                                                    | Томас Астрюк | 28 февраля 2016 (Франция)      | 21 мая 2016            | 120         |
| Продюсер Боб Рот предлагает Джагеду Стоуну дуэт со своим сыном XY, чтобы поднять популярность и повысить продажи будущего альбома. Но Джагед не желает сотрудничать с рэпером и диджеем. Из-за множества разногласий с продюсером и очередного интервью с исполнителем XY, в котором от него прозвучали оскорбления в сторону Джагеда, рокер впадает в ярость и оказывается захвачен акумой. Бражник превращает его в Злодея-гитариста, а его крокодила — в дракона. |    | |                                                                                     |              |                                |                        |             |
| 23 | 23 | «Рефлекта» «Reflekta»                                                                                      | Софья Лодвиц, Ева Писле                                                             | Томас Астрюк | 21 февраля 2016 (Франция)      | 28 мая 2016            | 121         |
| В школе готовятся сделать общее фото класса Маринетт. Но одноклассница Джулека настроена пессимистично, потому что раньше, когда её фотографировали, всегда что-то шло не так, и фотографии получались неудачными. Привередливый фотограф, стремясь получить идеальное фото, с трудом находит ей место среди других учеников. И в последний момент обнаруживает, что у фотоаппарата разрядился аккумулятор. Когда он ушёл за аккумулятором, Джулека отлучается в туалет. А Хлоя запирает её там, в результате чего она пропускает общую фотографию. Расстроенная Джулека считает, что её никто не замечает и ни во что не ставит, и впадает в депрессию. Бражник превращает её в Рефлекту. |    | |                                                                                     |              |                                |                        |             |
| 24 | 24 | «Антибаг» «Antibug»                                                                                        | Себастьен Тибодо                                                                    | Томас Астрюк | 31 января 2016 (Франция)       | 17 сентября 2016       | 124         |
| Хлою, и дома, и в школе, терроризирует неизвестное невидимое существо. Маринетт с Эдрианом подозревают, что это очередной злодей. Леди Баг и Супер-Кот приходят к Хлое домой, чтобы выследить его. От личного служащего Хлои Леди Баг узнаёт, что Хлоя недавно поссорилась с Сабриной, серьёзнее, чем обычно. Сабрина, разочарованная тем, что Хлоя игнорирует её и делает вид, что не знает её, становится жертвой Бражника. Он превращает её в Невидимку. Также Леди Баг узнала, что Хлоя обожает её и является её поклонницей. Увидев у себя дома своего кумира, Хлоя стремится помочь Леди Баг, но Маринетт, зная о скверном характере Хлои, не хочет её видеть и слушать. После победы над Невидимкой оказывается, что Хлоя была права и её помощь была искренняя. Она разозлена на Леди Баг из-за того, что она её не слушала, несмотря на свою правоту. Так Бражник находит ещё одну жертву и превращает Хлою в Антибаг. |    | |                                                                                     |              |                                |                        |             |
| 25 | 25 | «Кунг-Фуд» «Kung Food»                                                                                     | Матье Шоке, Фред Ленуар                                                             | Томас Астрюк | 10 января 2016 (Франция)       | 23 апреля 2016         | 125         |
| В Париж приезжает Ченси Фу, знаменитый китайский шеф-повар и двоюродный дедушка Маринетт, чтобы участвовать в соревнованиях поваров, в которых будет выбрано новое блюдо для меню ресторана La Grand Paris. Хлоя, оказавшаяся в членах жюри, узнаёт, что Ченси Фу родственник Маринетт, и портит приготовленный им суп, чтобы он не победил в соревнованиях. После того, как члены жюри попробовали суп и поставили минимальные баллы за него, что привело к проигрышу, Ченси фу сам пробует суп и понимает, что кто-то испортил суп. Обиженный порчей репутации, шеф-повар становится жертвой акумы и превращается в злодея Кунг Фуд. |    | |                                                                                     |              |                                |                        |             |
| 26 | 26 | «Вольпина» «Volpina»                                                                                       | Матье Шоке, Леони-Дэ-Руддэ                                                          | Томас Астрюк | 19 марта 2016 (Канада)         | 25 сентября 2016       | 126         |
| Эдриан обнаруживает тайник в кабинете отца. В тайнике он находит книгу о супергероях и решает её забрать себе. Также в тайнике можно увидеть талисман павлина, но Эдриан и Плагг не обращают на него внимания. В школе появляется новый ученик — Лайла, жизнь которой полна примечательных событий. Но Маринетт замечает в этих историях нестыковки и подозревает, что Лайла всех обманывает. Когда Маринетт наблюдает за Эдрианом в библиотеке, Тикки замечает его книгу и говорит, что эта книга очень важна и её нужно обязательно заполучить. Лайла договаривается с Эдрианом на встречу в парке, где она рассказывает, что она подружка Леди Баг и потомок супергероини лисы Вольпина. Маринетт, подслушав разговор, возмущена этим враньём и в облике Леди Баг вмешивается и выводит Лайлу на чистую воду. Лайлу одолевает ненависть к Леди Баг и этим она привлекает внимание Бражника. Он превращает её в Вольпину, которой она и представлялась, и даёт ей силу иллюзий. В конце серии Тикки рассказывает, что в книге содержится информация о возможностях талисманов. И её может расшифровать хранитель талисманов. Им оказывается тот китайский лекарь, который однажды вылечил Тикки. |    | |                                                                                     |              |                                |                        |             |

## Второй сезон
| № | #  | Название | Сценарист(-ы)                                                           | Режиссёр(-ы)                                      | Дата премьеры (мировая)      | Дата премьеры (Россия) | Произв. код |
| --- | -- | --- | ----------------------------------------------------------------------- | ------------------------------------------------- | ---------------------------- | ---------------------- | ----------- |
| 27 | 1  | «Собиратель» «The Collector / Le Collectionneur»                                                                                      | Томас Астрюк, Матье Шоке, Фред Ленуар и Себастьен Тибодо                | Томас Астрюк, Уилфрид Пэйн                        | 21 октября 2017 (Испания)    | 29 января 2018         | 201         |
| 28 | 2  | «Королева Прайм-Тайма» «Prime Queen / Audimatrix»                                                                                     | Томас Астрюк, Матье Шоке, Фред Ленуар, и Себастьен Тибодо               | Томас Астрюк, Кристелл Абгралль                   | 25 октября 2017 (Португалия) | 12 февраля 2018        | 202         |
| 29 | 3  | «Лединатор» «Glaciator» | Томас Астрюк, Матье Шоке, Фред Ленуар, и Себастьен Тибодо               | Томас Астрюк, Уилфрид Пэйн                        | 14 января 2018 (Франция)     | 5 марта 2018           | 203         |
| 30 | 4  | «Гневный Мишка» «Despair Bear / Doudou Vilain»                                                                                        | Томас Астрюк, Матье Шоке, Фред Ленуар, Нолвенн Пьер и Себастьен Тибодо  | Томас Астрюк, Жан Вайолет                         | 21 октября 2017 (Испания)    | 19 февраля 2018        | 204         |
| 31 | 5  | «Бунтарка» «Troublemaker / L'insaisissable»                                                                                           | Томас Астрюк, Матье Шоке, Фред Ленуар, Нолвенн Пьер, Себастьен Тибодо   | Томас Астрюк, Уилфрид Пэйн                        | 16 июня 2018 (Испания)       | 15 октября 2018        | 205         |
| 32 | 6  | «Гигантитан» «Gigantitan» | Томас Астрюк, Матье Шоке, Фред Ленуар и Себастьен Тибодо                | Томас Астрюк, Кристелл Абгралль                   | 26 ноября 2017 (Франция)     | 5 марта 2018           | 206         |
| Подружки Маринетт составляют сложный план организации романтичной встречи Маринетт с Эдрианом. Из-за ряда неудач в ходе его воплощения в неловкой ситуации и беспомощности оказывается телохранитель Эдриана. Разозлённый из-за невозможности выполнить свою работу он становится целью Бражника, но в последний момент его злость утихает, и акума находит другую жертву — младенца, разочарованного тем, что ему не дали желанный леденец. Бражник превращает его в Гигантитана. |    | |                                                                         |                                                   |                              |                        |             |
| 33 | 7  | «Укол» «Riposte» | Томас Астрюк, Матье Шоке, Фред Ленуар и Себастьен Тибодо                | Томас Астрюк, Жан Вайолет                         | 1 ноября 2017 (Франция)      | 26 февраля 2018        | 207         |
| 34 | 8  | «Бефана» «Befana / La Béfana» | Томас Астрюк, Мелани Дюваль и Себастьен Тибодо                          | Томас Астрюк, Бэнойт Боучер                       | 30 октября 2017 (Франция)    | 19 февраля 2018        | 208         |
| 35 | 9  | «Соловей» «Frightningale / Rossignoble»                                                                                               | Томас Астрюк, Матье Шоке, Фред Ленуар и Себастьен Тибодо                | Томас Астрюк, Кристелл Абгралль, Джереми Паолетти | 12 мая 2018 (Испания)        | 22 октября 2018        | 209         |
| 36 | 10 | «Горизилла» «Gorizilla» | Томас Астрюк, Матье Шоке, Мелани Дюваль и Себастьен Тибодо              | Томас Астрюк, Бэнойт Боучер                       | 14 марта 2018 (Канада)       | 1 октября 2018         | 210         |
| Габриэль Агрест подозревает своего сына в том, что он Супер-Кот. Обнаружив, что Эдриан сбежал из дома, он поручает телохранителю найти его, но тот не справляется со своим заданием. Из-за чего Габриэль доводит его до безысходности и злости, и превращает в Горизиллу. Случайные и преданные фанаты Эдриана помогают обмануть Бражника и развеивают его подозревания в супергеройской личности сына. |    | |                                                                         |                                                   |                              |                        |             |
| 37 | 11 | «Робостус» «Robostus» | Томас Астрюк, Матье Шоке, Фред Ленуар и Себастьен Тибодо                | Томас Астрюк, Уилфрид Пэйн                        | 3 ноября 2017 (Франция)      | 26 февраля 2018        | 211         |
| 38 | 12 | «Сапотисы» «Sapotis» | Томас Астрюк, Матье Шоке, Фред Ленуар и Себастьен Тибодо                | Томас Астрюк, Жан Вайолет                         | 21 января 2018 (Франция)     | 26 марта 2018          | 212         |
| Маринетт гостит у своей подруги Аля, которая нянчится со своими двумя озорными сёстрами-близняшками. Дети никак не могут успокоиться и не ложатся спать, за это их наказывают. Их злость привлекает Бражника. Он превращает их в Сапотисов — маленьких монстров, устраивающих беспорядок. Они очень быстро размножаются и начинают заполнять весь город. Супершанс даёт Леди Баг подсказку обратиться за помощью к мастеру талисманов, который впервые предлагает ей призвать на помощь третьего напарника. Леди Баг выбирает талисман лисы и даёт его Але. В этой серии впервые появляется супергерой Рина Руж. |    | |                                                                         |                                                   |                              |                        |             |
| 39 | 13 | «Филин» «The Dark Owl / Le Hibou Noir»                                                                                                | Томас Астрюк, Матье Шоке, Фред Ленуар и Себастьен Тибодо                | Томас Астрюк, Жан Вайолет                         | 5 декабря 2017 (Испания)     | 15 октября 2018        | 213         |
| Директор школы месье Дамокл увлекается комиксами, в свободное время надевает костюм супергероя Филина и пытается совершать супергеройские поступки. Но у него это получается очень плохо, все высмеивают его. Чувствуя свою беспомощность, он становится жертвой Бражника и превращается в Филина. |    | |                                                                         |                                                   |                              |                        |             |
| 40 | 14 | «Сирена» «Syren» | Томас Астрюк, Мелани Дюваль, Фред Ленуар и Себастьен Тибодо             | Томас Астрюк, Бенойт Боучер                       | 5 мая 2018 (Испания)         | 1 октября 2018         | 214         |
| В секции по плаванию занимается Ундина. Она регулярно пробует разные способы признаться в любви спортсмену Киму, но он игнорирует её знаки внимания. Разочарованную своими неудачами Ундину Бражник превращает в Сирену, которая превращает Париж в подводное королевство и хочет сделать Кима своим королём. Тем временем, между Леди Баг и Супер-Котом назревает конфликт из-за того, что она скрывает знание о хранителе талисманов. Но хранитель талисманов сам является к Эдриану, рассказывает о себе и передаёт ему зелья перевоплощения для квами, которые дают супергероям новые уникальные способности. Ранее Маринетт, по инструкции от хранителя, проготовила такие же зелья для Тикки. Одна из способностей позволяет Супер-Коту и Леди Баг долго находиться и эффективно плавать под водой, что оказалось весьма кстати в борьбе с новым злодеем. |    | |                                                                         |                                                   |                              |                        |             |
| 41 | 15 | «Зомбизу» «Zombizou» | Томас Астрюк, Уилфрид Пэйн                                              | Томас Астрюк, Уилфрид Пэйн                        | 13 апреля 2018 (Канада)      | 8 октября 2018         | 215         |
| У учительницы мадам Бюстье день рождения, на который все ученики подготовили подарки. Хлоя, как обычно желая навредить, намеренно испортила подарок Маринетт, что сильно её разозлило. Бражник сначала выбирает Маринетт своей жертвой. Мадам Бюстье удаётся вовремя прийти на помощь и успокоить её, но в попытках прогнать акуму сама поддаётся эмоциям и становится его жертвой, превратившись в Зомбизу, которая распространяет любовь и сострадание. |    | |                                                                         |                                                   |                              |                        |             |
| 42 | 16 | «Капитан Хард-Рок» «Captain Hardrock / Capitaine Hardrock»                                                                            | Томас Астрюк, Фред Ленуар, Жан-Реми Перрин и Себастьен Тибодо           | Томас Астрюк, Уилфрид Пэйн                        | 30 марта 2018 (США)          | 8 октября 2018         | 216         |
| 43 | 17 | «Мороз» «Frozer / Le Patineur» | Томас Астрюк, Мелани Дюваль, Фред Ленуар и Себастьен Тибодо             | Томас Астрюк, Джереми Паолетти                    | 12 октября 2018 (Бразилия)   | 19 декабря 2018        | 217         |
| 44 | 18 | «Королева стиля (Битва королевы. Часть 1)» «Style Queen (Queen's Battle - Part 1) / Style Queen (Le Combat des Reines - 1ère Partie)» | Томас Астрюк, Матье Шоке, Фред Ленуар и Себастьен Тибодо                | Томас Астрюк, Жан Вайолет                         | 6 октября 2018 (Испания)     | 29 октября 2018        | 218         |
| 45 | 19 | «Королева ос (Битва королевы. Часть 2)» «Queen Wasp (Queen's Battle - Part 2) / Queen Wasp (Le Combat des Reines - 2ème Partie)»      | Томас Астрюк, Матье Шоке, Фред Ленуар и Себастьен Тибодо                | Томас Астрюк, Уилфрид Пэйн                        | 6 октября 2018 (Испания)     | 12 декабря 2018        | 219         |
| 46 | 20 | «Обратитель» «Reverser / Inverso» | Томас Астрюк, Фред Ленуар                                               | Томас Астрюк, Бенойт Боучер                       | 23 июля 2018 (Канада)        | 9 ноября 2018          | 220         |
| 47 | 21 | «Ананси» «Anansi» | Томас Астрюк, Мелани Дюваль, Фред Ленуар и Себастьен Тибодо             | Томас Астрюк, Бенойт Боучер                       | 10 сентября 2018 (Канада)    | 28 декабря 2018        | 221         |
| 48 | 22 | «Маледиктатор» «Malediktator / Maledikteur»                                                                                           | Томас Астрюк, Матье Шоке, Фред Ленуар и Себастьен Тибодо                | Томас Астрюк, Бенойт Боучер                       | 12 октября 2018 (Испания)    | 9 января 2019          | 222         |
| 49 | 23 | «Сеятель» «Sandboy / Le Marchand de Sable»                                                                                            | Томас Астрюк, Мелани Дюваль, Фред Ленуар и Себастьен Тибодо             | Томас Астрюк, Жан Вайолет                         | 24 сентября 2018 (Канада)    | 22 октября 2018        | 223         |
| 50 | 24 | «Катализатор (День героев. Часть 1)» «Catalyst (Heroes' Day - Part 1) / Catalyste (Le Jour des Héros - 1ère Partie)»                  | Томас Астрюк, Матье Шоке, Мелани Дюваль, Фред Ленуар и Себастьен Тибодо | Томас Астрюк, Жан Вайолет, Джереми Паолетти       | 21 октября 2018 (Швейцария)  | 14 января 2019         | 224         |
| 51 | 25 | «Маюра (День героев. Часть 2)» «Mayura (Heroes' Day - Part 2) / Mayura (Le Jour des Héros - 2ème Partie)»                             | Томас Астрюк, Матье Шоке, Мелани Дюваль, Фред Ленуар и Себастьен Тибодо | Томас Астрюк, Бенойт Боучер, Жан Вайолет          | 3 ноября 2018 (Швейцария)    | 21 января 2019         | 225         |
| 52 | 26 | «Санта с когтями» «Santa Claws / Pire Noël»                                                                                           | Томас Астрюк, Фред Ленуар и Себастьен Тибодо                            | Томас Астрюк                                      | 11 декабря 2016 (Франция)    | 24 декабря 2017        | 226         |

## Третий сезон
| №  | #  | Название | Сценарист(-ы)                                                           | Режиссёр(-ы)                                 | Дата премьеры (мировая)          | Дата премьеры (Россия) | Произв. код |
| -- | -- | --- | ----------------------------------------------------------------------- | -------------------------------------------- | -------------------------------- | ---------------------- | ----------- |
| 53 | 1  | «Хамелеон» «Chameleon / Caméléon» | Томас Астрюк, Мелани Дюваль, Фред Ленуар и Себастьен Тибодо             | Томас Астрюк, Уилфрид Пэйн, Жан Вайолет      | 1 декабря 2018 (Испания)         | 23 сентября 2019       | 301         |
| 54 | 2  | «Анимаэстро» «Animaestro» | Томас Астрюк, Мелани Дюваль и Себастьен Тибодо                          | Томас Астрюк, Жан Вайолет                    | 12 марта 2019 (Великобритания)   | 23 сентября 2019       | 302         |
| 55 | 3  | «Пекарикс» «Bakerix / Boulangerix» | Томас Астрюк, Фред Ленуар и Себастьен Тибодо                            | Томас Астрюк, Жан Вайолет                    | 4 мая 2019 (Швейцария)           | 23 сентября 2019       | 303         |
| 56 | 4  | «Обратительница» «Backwarder / Rebrousse-Temps» | Томас Астрюк, Фред Ленуар и Себастьен Тибодо                            | Томас Астрюк, Жан Вайолет, Бенойт Боучер     | 12 февраля 2019 (Канада)         | 23 сентября 2019       | 304         |
| 57 | 5  | «Рефлекдолл» «Reflekdoll / Poupéflekta» | Томас Астрюк, Мелани Дюваль, Фред Ленуар и Себастьен Тибодо             | Томас Астрюк, Жан Вайолет, Джоана Келс       | 3 сентября 2019 (Великобритания) | 14 октября 2019        | 305         |
| 58 | 6  | «Оборотень» «Weredad / Papa Garou» | Томас Астрюк, Мелани Дюваль, Фред Ленуар и Себастьен Тибодо             | Томас Астрюк, Жан Вайолет, Люси Гэрдс        | 30 декабря 2018 (Швейцария)      | 30 сентября 2019       | 306         |
| 59 | 7  | «Глушитель» «Silencer / Silence» | Томас Астрюк, Мелани Дюваль, Фред Ленуар и Себастьен Тибодо             | Томас Астрюк, Жан Вайолет                    | 7 апреля 2019 (Швейцария)        | 30 сентября 2019       | 307         |
| 60 | 8  | «Они-Чан» «Oni-Chan» | Томас Астрюк, Мелани Дюваль, Фред Ленуар и Себастьен Тибодо             | Томас Астрюк, Жан Вайолет                    | 4 мая 2019 (Швейцария)           | 30 сентября 2019       | 308         |
| 61 | 9  | «Талисманка» «Miraculer / Miraculeur» | Томас Астрюк, Матье Шоке, Мелани Дюваль и Себастьен Тибодо              | Томас Астрюк, Жан Вайолет                    | 15 мая 2019 (Испания)            | 30 сентября 2019       | 309         |
| 62 | 10 | «Обливио» «Oblivio» | Томас Астрюк, Мелани Дюваль, Жан-Реми Перрин и Себастьен Тибодо         | Томас Астрюк, Уилфрид Пэйн, Николас Хэсс     | 18 марта 2019 (Великобритания)   | 7 октября 2019         | 310         |
| 63 | 11 | «Десперада» «Desperada» | Томас Астрюк, Мелани Дюваль, Уилфрид Пэйн и Себастьен Тибодо            | Томас Астрюк                                 | 5 сентября 2019 (Великобритания) | 14 октября 2019        | 311         |
| 64 | 12 | «Крис Мастер» «Christmaster / Maître Noël» | Томас Астрюк, Мелани Дюваль, Фред Ленуар и Себастьен Тибодо             | Томас Астрюк, Жан Вайолет, Джоана Келс       | 8 февраля 2019 (Канада)          | 16 ноября 2019         | 312         |
| 65 | 13 | «Стартрейн» «Startrain» | Томас Астрюк, Матье Шоке, Мелани Дюваль и Себастьен Тибодо              | Томас Астрюк, Уилфрид Пэйн                   | 16 сентября 2019 (Канада)        | 28 октября 2019        | 313         |
| 66 | 14 | «Охотница за Квами» «Kwamibuster / Chasseuse de Kwamis» | Томас Астрюк, Мелани Дюваль, Фред Ленуар и Себастьен Тибодо             | Томас Астрюк, Уилфрид Пэйн                   | 12 октября 2019 (Швейцария)      | 10 декабря 2019        | 314         |
| 67 | 15 | «Пожиратель» «Feast / Festin» | Томас Астрюк, Фред Ленуар и Себастьен Тибодо                            | Томас Астрюк, Уилфрид Пэйн                   | 17 сентября 2019 (Канада)        | 10 декабря 2019        | 315         |
| 68 | 16 | «Игрок. Версия 2» «Gamer 2.0» | Томас Астрюк, Мелани Дюваль, Фред Ленуар и Себастьен Тибодо             | Томас Астрюк, Уилфрид Пэйн, Манон Серда      | 15 июня 2019 (Швейцария)         | 7 октября 2019         | 316         |
| 69 | 17 | «Непогода 2» «Stormy Weather 2 / Climatika 2» | Томас Астрюк, Мелани Дюваль, Фред Ленуар и Себастьен Тибодо             | Томас Астрюк, Уилфрид Пэйн                   | 14 февраля 2019 (Канада)         | 7 октября 2019         | 317         |
| 70 | 18 | «Икари Годзен» «Ikari Gozen» | Томас Астрюк, Мелани Дюваль, Фред Ленуар и Себастьен Тибодо             | Томас Астрюк, Жан Вайолет, Кирилл Адам       | 19 июля 2019 (США)               | 7 октября 2019         | 318         |
| 71 | 19 | «Таймтэггер» «Timetagger» | Томас Астрюк, Мелани Дюваль, Фред Ленуар и Себастьен Тибодо             | Томас Астрюк, Жан Вайолет, Кирилл Адам       | 18 мая 2019 (Швейцария)          | 14 октября 2019        | 319         |
| 72 | 20 | «Незваный Гость» «Party Crasher / Trouble Fête» | Томас Астрюк, Мелани Дюваль, Фред Ленуар и Себастьен Тибодо             | Томас Астрюк, Уилфрид Пэйн, Николас Хэсс     | 6 июля 2019 (Швейцария)          | 21 октября 2019        | 320         |
| 73 | 21 | «Кукловод 2» «The Puppeteer 2 / La Marionnettiste 2» | Томас Астрюк, Мелани Дюваль, Фред Ленуар и Себастьен Тибодо             | Томас Астрюк, Жан Вайолет                    | 13 июля 2019 (Швейцария)         | 21 октября 2019        | 321         |
| 74 | 22 | «Белый Кот» «Cat Blanc / Chat Blanc» | Томас Астрюк, Мелани Дюваль, Фред Ленуар и Себастьен Тобидо             | Томас Астрюк                                 | 11 ноября 2019 (Швейцария)       | 16 декабря 2019        | 322         |
| 75 | 23 | «Феликс» «Félix» | Томас Астрюк, Мелани Дюваль, Фред Ленуар и Себастьен Тобидо             | Томас Астрюк                                 | 13 ноября 2019 (Великобритания)  | 16 декабря 2019        | 323         |
| 76 | 24 | «Леди Баг» «Ladybug» | Томас Астрюк, Мелани Дюваль, Фред Ленуар и Себастьен Тибодо             | Томас Астрюк, Уилфрид Пэйн, Изабелль Лемаукс | 10 сентября 2019 (Канада)        | 21 октября 2019        | 324         |
| 77 | 25 | «Сердцеед (Битва талисманов. Часть 1)» «Heart Hunter (The Battle of the Miraculous - Part 1) / Mangeamour (La Bataille des Miraculous - 1ère partie)»                | Томас Астрюк, Матье Шоке, Мелани Дюваль, Фред Ленуар и Себастьен Тибодо | Томас Астрюк, Уилфрид Пэйн, Николас Хэсс     | 13 октября 2019 (Украина)        | 28 октября 2019        | 325         |
| 78 | 26 | «Королева талисманов (Битва талисманов. Часть 2)» «Miracle Queen (The Battle of the Miraculous - Part 2) / Miracle Queen (La Bataille des Miraculous - 2ème Partie)» | Томас Астрюк, Матье Шоке, Мелани Дюваль, Фред Ленуар и Себастьен Тибодо | Томас Астрюк, Уилфрид Пэйн, Жан Вайолет      | 15 октября 2019 (Украина)        | 16 декабря 2019        | 326         |

## Четвёртый сезон
| №   | #  | Название | Сценарист(-ы)                                               | Режиссёр(-ы)                                                       | Дата премьеры (мировая)     | Дата премьеры (Россия) | Произв. код |
| --- | -- | --- | ----------------------------------------------------------- | ------------------------------------------------------------------ | --------------------------- | ---------------------- | ----------- |
| 79  | 1  | «Правда» «Truth / Vérité» | Томас Астрюк, Мелани Дюваль, Фред Ленуар и Себастьен Тибодо | Томас Астрюк, Уилфрид Пэйн, Жан Вайолет, Кирилл Адам, Николас Хэсс | 3 апреля 2021 (Швейцария)   | 13 сентября 2021       | 401         |
| 80  | 2  | «Ложь» «Lies / Mensonge» | Томас Астрюк, Мелани Дюваль, Фред Ленуар и Себастьен Тибодо | Томас Астрюк, Уилфрид Пэйн, Жан Вайолет, Кирилл Адам, Николас Хэсс | 10 апреля 2021 (Швейцария)  | 14 сентября 2021       | 402         |
| 81  | 3  | «Банда тайн» «Gang of Secrets / Le Gang des Secrets» | Томас Астрюк, Мелани Дюваль, Фред Ленуар и Себастьен Тибодо | Томас Астрюк, Уилфрид Пэйн, Жан Вайолет, Кирилл Адам, Николас Хэсс | 17 апреля 2021 (Швейцария)  | 15 сентября 2021       | 403         |
| 82  | 4  | «Месье Голубь 72» «Mr. Pigeon 72 / M. Pigeon 72» | Томас Астрюк, Мелани Дюваль, Фред Ленуар и Себастьен Тибодо | Томас Астрюк, Уилфрид Пэйн, Жан Вайолет, Кирилл Адам, Николас Хэсс | 23 мая 2021 (Франция)       | 16 сентября 2021       | 404         |
| 83  | 5  | «Псикомик» «Psychomedian / Psycomédien» | Томас Астрюк, Мелани Дюваль, Фред Ленуар и Себастьен Тибодо | Томас Астрюк, Уилфрид Пэйн, Жан Вайолет, Кирилл Адам, Николас Хэсс | 29 января 2022 (Швейцария)  | 29 марта 2022          | 405         |
| 84  | 6  | «Разъярённый Фу» «Furious Fu / Fu Furieux» | Томас Астрюк, Мелани Дюваль, Фред Ленуар и Себастьен Тибодо | Томас Астрюк, Уилфрид Пэйн, Жан Вайолет, Кирилл Адам, Николас Хэсс | 23 марта 2021 (Бразилия)    | 21 сентября 2021       | 406         |
| 85  | 7  | «Палач душ» «Sole Crusher / Pirkell» | Томас Астрюк, Мелани Дюваль, Фред Ленуар и Себастьен Тибодо | Томас Астрюк, Уилфрид Пэйн, Жан Вайолет, Кирилл Адам, Николас Хэсс | 25 мая 2021 (Бразилия)      | 22 сентября 2021       | 407         |
| 86  | 8  | «Леди Банан» «Queen Banana» | Томас Астрюк, Мелани Дюваль, Фред Ленуар и Себастьен Тибодо | Томас Астрюк, Уилфрид Пэйн, Жан Вайолет, Кирилл Адам, Николас Хэсс | 28 мая 2021 (Германия)      | 23 сентября 2021       | 408         |
| 87  | 9  | «Габриэль Агрест» «Gabriel Agreste» | Томас Астрюк, Мелани Дюваль, Фред Ленуар и Себастьен Тибодо | Томас Астрюк, Уилфрид Пэйн, Жан Вайолет, Кирилл Адам, Николас Хэсс | 14 ноября 2021 (Франция)    | 23 марта 2022          | 409         |
| 88  | 10 | «Мегапиявка» «Mega Leech / Sangsure» | Томас Астрюк, Мелани Дюваль, Фред Ленуар и Себастьен Тибодо | Томас Астрюк, Уилфрид Пэйн, Жан Вайолет, Кирилл Адам, Николас Хэсс | 20 июля 2021 (Бразилия)     | 7 октября 2021         | 410         |
| 89  | 11 | «Вина» «Guiltrip / Culpabysse» | Томас Астрюк, Мелани Дюваль, Фред Ленуар и Себастьен Тибодо | Томас Астрюк, Уилфрид Пэйн, Жан Вайолет, Кирилл Адам, Николас Хэсс | 4 мая 2021 (Бразилия)       | 28 сентября 2021       | 411         |
| 90  | 12 | «Крокодуэль» «Crocoduel» | Томас Астрюк, Мелани Дюваль, Фред Ленуар и Себастьен Тибодо | Томас Астрюк, Уилфрид Пэйн, Жан Вайолет, Кирилл Адам, Николас Хэсс | 3 августа 2021 (Бразилия)   | 16 марта 2022          | 412         |
| 91  | 13 | «Оптигами» «Optigami» | Томас Астрюк, Мелани Дюваль, Фред Ленуар и Себастьен Тибодо | Томас Астрюк, Уилфрид Пэйн, Жан Вайолет, Кирилл Адам, Николас Хэсс | 30 мая 2021 (Германия)      | 29 сентября 2021       | 413         |
| 92  | 14 | «Сенсопузырь» «Sentibubbler / Sentibulleur» | Томас Астрюк, Мелани Дюваль, Фред Ленуар и Себастьен Тибодо | Томас Астрюк, Уилфрид Пэйн, Жан Вайолет, Кирилл Адам, Николас Хэсс | 6 июля 2021 (Бразилия)      | 30 сентября 2021       | 414         |
| 93  | 15 | «Лединатор 2» «Glaciator 2» | Томас Астрюк, Мелани Дюваль, Фред Ленуар и Себастьен Тибодо | Томас Астрюк, Уилфрид Пэйн, Жан Вайолет, Кирилл Адам, Николас Хэсс | 24 октября 2021 (Франция)   | 17 марта 2022          | 415         |
| 94  | 16 | «Хак-Сан» «Hack-San» | Томас Астрюк, Мелани Дюваль, Фред Ленуар, Себастьен Тибодо  | Томас Астрюк, Уилфрид Пэйн, Жан Вайолет, Кирилл Адам, Николас Хэсс | 14 сентября 2021 (Бразилия) | 22 марта 2022          | 416         |
| 95  | 17 | «Плакса» «Rocketear / Larme Ultime» | Томас Астрюк, Мелани Дюваль, Фред Ленуар и Себастьен Тибодо | Томас Астрюк, Уилфрид Пэйн, Жан Вайолет, Кирилл Адам, Николас Хэсс | 13 июля 2021 (Бразилия)     | 5 октября 2021         | 417         |
| 96  | 18 | «Мечтатель» «Wishmaker / Exauceur» | Томас Астрюк, Мелани Дюваль, Фред Ленуар и Себастьен Тибодо | Томас Астрюк, Уилфрид Пэйн, Жан Вайолет, Кирилл Адам, Николас Хэсс | 7 августа 2021 (США)        | 6 октября 2021         | 418         |
| 97  | 19 | «Простак» «Simpleman / Simplificator» | Томас Астрюк, Мелани Дюваль, Фред Ленуар и Себастьен Тибодо | Томас Астрюк, Уилфрид Пэйн, Жан Вайолет, Кирилл Адам, Николас Хэсс | 28 сентября 2021 (Бразилия) | 14 марта 2022          | 419         |
| 98  | 20 | «Цилинь» «Qilin» | Томас Астрюк, Мелани Дюваль, Фред Ленуар и Себастьен Тибодо | Томас Астрюк, Уилфрид Пэйн, Жан Вайолет, Кирилл Адам, Николас Хэсс | 12 февраля 2022 (США)       | 30 марта 2022          | 420         |
| 99  | 21 | «Дорогое семейство» «Dearest Family / Chère Famille» | Томас Астрюк, Мелани Дюваль, Фред Ленуар и Себастьен Тибодо | Томас Астрюк, Уилфрид Пэйн, Жан Вайолет, Кирилл Адам, Николас Хэсс | 19 октября 2021 (Бразилия)  | 15 марта 2022          | 421         |
| 100 | 22 | «Эфемер» «Ephemeral / Éphémère» | Томас Астрюк, Мелани Дюваль, Фред Ленуар и Себастьен Тибодо | Томас Астрюк, Уилфрид Пэйн, Жан Вайолет, Кирилл Адам, Николас Хэсс | 7 ноября 2021 (Франция)     | 24 марта 2022          | 422         |
| 101 | 23 | «Куро Нэко» «Kuro Neko» | Томас Астрюк, Мелани Дюваль, Фред Ленуар и Себастьен Тибодо | Томас Астрюк, Уилфрид Пэйн, Жан Вайолет, Кирилл Адам, Николас Хэсс | 24 января 2022 (Бразилия)   | 31 марта 2022          | 423         |
| 102 | 24 | «Команда Пенальти» «Penalteam» | Томас Астрюк, Мелани Дюваль, Фред Ленуар и Себастьен Тибодо | Томас Астрюк, Уилфрид Пэйн, Жан Вайолет, Кирилл Адам, Николас Хэсс | 14 февраля 2022 (Бразилия)  | 5 апреля 2022          | 424         |
| 103 | 25 | «Риск — последняя атака Мотылька. Часть 1» «Risk (Shadow Moth's Final Attack - Part 1) / Risque (La Dernière Attaque de Papillombre - Partie 1)»                  | Томас Астрюк, Мелани Дюваль, Фред Ленуар и Себастьен Тибодо | Томас Астрюк, Уилфрид Пэйн, Жан Вайолет, Кирилл Адам, Николас Хэсс | 5 марта 2022 (США)          | 6 апреля 2022          | 425         |
| 104 | 26 | «Ответный удар — последняя атака Мотылька. Часть 2» «Strikeback (Shadow Moth's Final Attack - Part 2) / Réplique (La Dernière Attaque de Papillombre - Partie 2)» | Томас Астрюк, Мелани Дюваль, Фред Ленуар и Себастьен Тибодо | Томас Астрюк, Уилфрид Пэйн, Жан Вайолет, Кирилл Адам, Николас Хэсс | 10 марта 2022 (Бразилия)    | 7 апреля 2022          | 426         |

## Пятый сезон
| №   | #  | Название | Сценарист(-ы)                                               | Режиссёр(-ы)                                                     | Дата премьеры (мировая)    | Дата премьеры (Россия) | Произв. код |
| --- | -- | --- | ----------------------------------------------------------- | ---------------------------------------------------------------- | -------------------------- | ---------------------- | ----------- |
| 105 | 1  | «Эволюция» «Evolution / Évolution»                                                                                            | Томас Астрюк, Мелани Дюваль, Фред Ленуар и Себастьен Тибодо | Томас Астрюк, Уилфрид Пэйн, Жюн Виоле, Сириль Адам, Николас Хесс | 13 июня 2022 (Бразилия)    | 30 апреля 2024         | 501         |
| 106 | 2  | «Умножение» «Multiplication»                                                                                                  | Томас Астрюк, Мелани Дюваль, Фред Ленуар и Себастьен Тибодо | Томас Астрюк, Уилфрид Пэйн, Жюн Виоле, Сириль Адам, Николас Хесс | 20 июня 2022 (Бразилия)    | 30 апреля 2024         | 502         |
| 107 | 3  | «Разрушение» «Destruction» | Томас Астрюк, Мелани Дюваль, Фред Ленуар и Себастьен Тибодо | Томас Астрюк, Уилфрид Пэйн, Жюн Виоле, Сириль Адам, Николас Хесс | 17 октября 2022 (Бразилия) | 30 апреля 2024         | 503         |
| 108 | 4  | «Ликование» «Jubilation» | Томас Астрюк, Мелани Дюваль, Фред Ленуар и Себастьен Тибодо | Томас Астрюк, Уилфрид Пэйн, Жюн Виоле, Сириль Адам, Николас Хесс | 24 октября 2022 (Бразилия) | 30 апреля 2024         | 504         |
| 109 | 5  | «Иллюзия» «Illusion» | Томас Астрюк, Мелани Дюваль, Фред Ленуар и Себастьен Тибодо | Томас Астрюк, Уилфрид Пэйн, Жюн Виоле, Сириль Адам, Николас Хесс | 2 ноября 2022 (Франция)    | 30 апреля 2024         | 505         |
| 110 | 6  | «Решительность» «Determination / Détermination»                                                                               | Томас Астрюк, Мелани Дюваль, Фред Ленуар и Себастьен Тибодо | Томас Астрюк, Уилфрид Пэйн, Жюн Виоле, Сириль Адам, Николас Хесс | 28 октября 2022 (Франция)  | 30 апреля 2024         | 506         |
| 111 | 7  | «Страсть» «Passion» | Томас Астрюк, Мелани Дюваль, Фред Ленуар и Себастьен Тибодо | Томас Астрюк, Уилфрид Пэйн, Жюн Виоле, Сириль Адам, Николас Хесс | 31 октября 2022 (Франция)  | 30 апреля 2024         | 507         |
| 112 | 8  | «Воссоединение» «Reunion / Réunion»                                                                                           | Томас Астрюк, Мелани Дюваль, Фред Ленуар и Себастьен Тибодо | Томас Астрюк, Уилфрид Пэйн, Жюн Виоле, Сириль Адам, Николас Хесс | 1 ноября 2022 (Франция)    | 30 апреля 2024         | 508         |
| 113 | 9  | «Восторг» «Elation / Exaltation»                                                                                              | Томас Астрюк, Мелани Дюваль, Фред Ленуар и Себастьен Тибодо | Томас Астрюк, Уилфрид Пэйн, Жюн Виоле, Сириль Адам, Николас Хесс | 3 ноября 2022 (Франция)    | 30 апреля 2024         | 509         |
| 114 | 10 | «Передача. Выбор квами. Часть 1» «Transmission (The Kwamis' Choice - Part 1) / Transmission (Le Choix des Kwamis - Partie 1)» | Томас Астрюк, Мелани Дюваль, Фред Ленуар и Себастьен Тибодо | Томас Астрюк, Уилфрид Пэйн, Жюн Виоле, Сириль Адам, Николас Хесс | 12 декабря 2022 (Бразилия) | 30 апреля 2024         | 510         |
| 115 | 11 | «Сгорание. Выбор квами. Часть 2» «Deflagration (The Kwamis' Choice - Part 2) / Déflagration (Le Choix des Kwamis - Partie 2)» | Томас Астрюк, Мелани Дюваль, Фред Ленуар и Себастьен Тибодо | Томас Астрюк, Уилфрид Пэйн, Жюн Виоле, Сириль Адам, Николас Хесс | 10 февраля 2023 (Бразилия) | 30 апреля 2024         | 511         |
| 116 | 12 | «Совершенство» «Perfection»                                                                                                   | Томас Астрюк, Мелани Дюваль, Фред Ленуар и Себастьен Тибодо | Томас Астрюк, Уилфрид Пэйн, Жюн Виоле, Сириль Адам, Николас Хесс | 21 ноября 2022 (Бразилия)  | 30 апреля 2024         | 512         |
| 117 | 13 | «Перемещение» «Migration» | Томас Астрюк, Мелани Дюваль, Фред Ленуар и Себастьен Тибодо | Томас Астрюк, Уилфрид Пэйн, Жюн Виоле, Сириль Адам, Николас Хесс | 13 апреля 2023 (Бразилия)  | 30 апреля 2024         | 513         |
| 118 | 14 | «Насмешка» «Derision / Dérision»                                                                                              | Томас Астрюк, Мелани Дюваль, Фред Ленуар и Себастьен Тибодо | Томас Астрюк, Уилфрид Пэйн, Жюн Виоле, Сириль Адам, Николас Хесс | 14 апреля 2023 (Бразилия)  | 30 апреля 2024         | 514         |
| 119 | 15 | «Интуиция» «Intuition» | Томас Астрюк, Мелани Дюваль, Фред Ленуар и Себастьен Тибодо | Томас Астрюк, Уилфрид Пэйн, Жюн Виоле, Сириль Адам, Николас Хесс | 23 апреля 2023 (Франция)   | 1 мая 2024             | 515         |
| 120 | 16 | «Защита» «Protection» | Томас Астрюк, Мелани Дюваль, Фред Ленуар и Себастьен Тибодо | Томас Астрюк, Уилфрид Пэйн, Жюн Виоле, Сириль Адам, Николас Хесс | 28 ноября 2022 (Бразилия)  | 1 мая 2024             | 516         |
| 121 | 17 | «Обожание» «Adoration» | Томас Астрюк, Мелани Дюваль, Фред Ленуар и Себастьен Тибодо | Томас Астрюк, Уилфрид Пэйн, Жюн Виоле, Сириль Адам, Николас Хесс | 28 марта 2023 (Бразилия)   | 1 мая 2024             | 517         |
| 122 | 18 | «Эмоция» «Emotion / Émotion»                                                                                                  | Томас Астрюк, Мелани Дюваль, Фред Ленуар и Себастьен Тибодо | Томас Астрюк, Уилфрид Пэйн, Жюн Виоле, Сириль Адам, Николас Хесс | 21 ноября 2022 (Бразилия)  | 1 мая 2024             | 518         |
| 123 | 19 | «Притворство» «Pretension / Prétention»                                                                                       | Томас Астрюк, Мелани Дюваль, Фред Ленуар и Себастьен Тибодо | Томас Астрюк, Уилфрид Пэйн, Жюн Виоле, Сириль Адам, Николас Хесс | 30 декабря 2022 (Бразилия) | 1 мая 2024             | 519         |
| 124 | 20 | «Откровение» «Revelation / Révélation»                                                                                        | Томас Астрюк, Мелани Дюваль, Фред Ленуар и Себастьен Тибодо | Томас Астрюк, Уилфрид Пэйн, Жюн Виоле, Сириль Адам, Николас Хесс | 30 декабря 2022 (Бразилия) | 1 мая 2024             | 520         |
| 125 | 21 | «Противостояние» «Confrontation»                                                                                              | Томас Астрюк, Мелани Дюваль, Фред Ленуар и Себастьен Тибодо | Томас Астрюк, Уилфрид Пэйн, Жюн Виоле, Сириль Адам, Николас Хесс | 27 мая 2023 (Швейцария)    | 1 мая 2024             | 521         |
| 126 | 22 | «Сговор» «Collusion» | Томас Астрюк, Мелани Дюваль, Фред Ленуар и Себастьен Тибодо | Томас Астрюк, Уилфрид Пэйн, Жюн Виоле, Сириль Адам, Николас Хесс | 27 мая 2023 (Швейцария)    | 1 мая 2024             | 522         |
| 127 | 23 | «Действие» «Action» | Томас Астрюк, Мелани Дюваль, Фред Ленуар и Себастьен Тибодо | Томас Астрюк, Уилфрид Пэйн, Жюн Виоле, Сириль Адам, Николас Хесс | 10 сентября 2023 (Франция) | 5 мая 2024             | 527         |
| 128 | 24 | «Революция» «Revolution / Révolution»                                                                                         | Томас Астрюк, Мелани Дюваль, Фред Ленуар и Себастьен Тибодо | Томас Астрюк, Уилфрид Пэйн, Жюн Виоле, Сириль Адам, Николас Хесс | 17 июня 2023 (Швейцария)   | 1 мая 2024             | 523         |
| 129 | 25 | «Воплощение» «Representation / Représentation»                                                                                | Томас Астрюк, Мелани Дюваль, Фред Ленуар и Себастьен Тибодо | Томас Астрюк, Уилфрид Пэйн, Жюн Виоле, Сириль Адам, Николас Хесс | 10 июня 2023 (Канада)      | 1 мая 2024             | 524         |
| 130 | 26 | «Устройство. Последний день. Часть 1» «Conformation (The Final Day - Part 1) / Conformation (Le Dernier Jour - 1ère Partie)»  | Томас Астрюк, Мелани Дюваль, Фред Ленуар и Себастьен Тибодо | Томас Астрюк, Уилфрид Пэйн, Жюн Виоле, Сириль Адам, Николас Хесс | 1 июля 2023 (Швейцария)    | 1 мая 2024             | 525         |
| 131 | 27 | «Воссоздание. Последний день. Часть 2» «Re-creation (The Final Day - Part 2) / Re-création (Le Dernier Jour - 2ème Partie)»   | Томас Астрюк, Мелани Дюваль, Фред Ленуар и Себастьен Тибодо | Томас Астрюк, Уилфрид Пэйн, Жюн Виоле, Сириль Адам, Николас Хесс | 1 июля 2023 (Швейцария)    | 1 мая 2024             | 526         |

## Шестой сезон
| №   | #  | Название                                                                 | Сценарист(-ы)                                    | Режиссёр(-ы)               | Дата премьеры (мировая)   | Дата премьеры (Россия) | Произв. код |
| --- | -- | ------------------------------------------------------------------------ | ------------------------------------------------ | -------------------------- | ------------------------- | ---------------------- | ----------- |
| 132 | 1  | «Королева Климата» «Climatiqueen»                                        | Томас Астрюк, Себастьен Тибодо                   | Томас Астрюк, Уилфрид Пэйн | 16 апреля 2025 (Франция)  | 3 мая 2025             | 601         |
| 133 | 2  | «Визуализатор» «The Illustrhater / Dessinatriste»                        | Томас Астрюк, Себастьен Тибодо, Кэролайн Торелли | Томас Астрюк, Уилфрид Пэйн | 24 января 2025 (Бразилия) | 3 мая 2025             | 602         |
| 134 | 3  | «Сублимация» «Sublimation»                                               | Томас Астрюк, Жан Реми Перрен, Себастьен Тибодо  | Томас Астрюк, Уилфрид Пэйн | 31 января 2025 (Бразилия) | 3 мая 2025             | 603         |
| 135 | 4  | «Папа-коп» «Daddycop»                                                    | Томас Астрюк, Пьер Дублие, Себастьен Тибодо      | Томас Астрюк, Уилфрид Пэйн | 8 февраля 2025 (США)      | 3 мая 2025             | 604         |
| 136 | 5  | «Битва Дедов» «Werepapas / Papys Garous»                                 | Томас Астрюк, Себастьен Тибодо                   | Томас Астрюк, Уилфрид Пэйн | 7 февраля 2025 (Бразилия) | 3 мая 2025             | 605         |
| 137 | 6  | «Спящая Сирена» «Sleeping Syren / Princesse Syren»                       | ТВА                                              | Томас Астрюк, Уилфрид Пэйн | TBA                       | TBA                    | 606         |
| 138 | 7  | «Каменный бык» «El Toro De Piedra»                                       | Томас Астрюк, Себастьен Тибодо, Кэролайн Торелли | Томас Астрюк, Уилфрид Пэйн | 23 апреля 2025 (Франция)  | TBA                    | 607         |
| 139 | 8  | «Вампигами» «Vampigami»                                                  | ТВА                                              | Томас Астрюк, Уилфрид Пэйн | TBA                       | TBA                    | 608         |
| 140 | 9  | «Месье Агрест» «Mister Agreste / Monsieur Agreste»                       | TBA                                              | Томас Астрюк, Уилфрид Пэйн | TBA                       | TBA                    | 609         |
| 141 | 10 | «Тёмный замок» «The Dark Castle / Le Château Noir»                       | TBA                                              | Томас Астрюк, Уилфрид Пэйн | TBA                       | TBA                    | 610         |
| 142 | 11 | «Разоблачитель» «Revelator»                                              | Томас Астрюк, Себастьен Тибодо, Кэролайн Торелли | Томас Астрюк, Уилфрид Пэйн | 21 марта 2025 (Бразилия)  | 3 мая 2025             | 611         |
| 143 | 12 | «Лихач» «Wreckless Driver / Psyconductrice»                              | TBA                                              | Томас Астрюк, Уилфрид Пэйн | TBA                       | TBA                    | 612         |
| 144 | 13 | «Якши Годзен» «Yaksi Gonzen»                                             | TBA                                              | Томас Астрюк, Уилфрид Пэйн | TBA                       | TBA                    | 613         |
| 145 | 14 | «Памперсайзер» «Grendiaper / Couchorak»                                  | TBA                                              | Томас Астрюк, Уилфрид Пэйн | TBA                       | TBA                    | 614         |
| 146 | 15 | «Выпрямительница» «The Ruler / La Redresseuse»                           | Томас Астрюк, Пьер Дублие, Себастьен Тибодо      | Томас Астрюк, Уилфрид Пэйн | 30 апреля 2025 (Франция)  | TBA                    | 615         |
| 147 | 16 | «Ноэ» «Noe / Noé»                                                        | TBA                                              | Томас Астрюк, Уилфрид Пэйн | TBA                       | TBA                    | 616         |
| 148 | 17 | «Фея сладких снов» «A Fairy Good Night / La Fée De Beaux Rêves»          | TBA                                              | Томас Астрюк, Уилфрид Пэйн | TBA                       | TBA                    | 617         |
| 149 | 18 | «Пачкуны» «The Dirtifiers / Les Crassetastrophes»                        | TBA                                              | Томас Астрюк, Уилфрид Пэйн | TBA                       | TBA                    | 618         |
| 150 | 19 | «РеДжинерация» «Riginarazione»                                           | TBA                                              | Томас Астрюк, Уилфрид Пэйн | TBA                       | TBA                    | 619         |
| 151 | 20 | «Исцелительница» «Heartfixer / Renverse-cœurs»                           | TBA                                              | Томас Астрюк, Уилфрид Пэйн | TBA                       | TBA                    | 620         |
| 152 | 21 | «Скованные титаны» «The Chained Titans / Les Titans Chaînes»             | TBA                                              | Томас Астрюк, Уилфрид Пэйн | TBA                       | TBA                    | 621         |
| 153 | 22 | «Леди Хаос» «Lady Chaos»                                                 | TBA                                              | Томас Астрюк, Уилфрид Пэйн | TBA                       | TBA                    | 622         |
| 154 | 23 | «Грустнанси» «Sadnansi / Tristanansi»                                    | TBA                                              | Томас Астрюк, Уилфрид Пэйн | TBA                       | TBA                    | 623         |
| 155 | 24 | «Королева Страхвиля» «Queen of the Dreadzone / La Reine De Frayeurville» | TBA                                              | Томас Астрюк, Уилфрид Пэйн | TBA                       | TBA                    | 624         |
| 156 | 25 | «Секретный протокол» «Secret protocol / Protocole Secret»                | TBA                                              | Томас Астрюк, Уилфрид Пэйн | TBA                       | TBA                    | 625         |
| 157 | 26 | «Немезида» «Nemesis»                                                     | TBA                                              | Томас Астрюк, Уилфрид Пэйн | TBA                       | TBA                    | 626         |

## Леди Баг: Чудесный мир
| № | # | Название | Сценарист(-ы)                                                            | Режиссёр(-ы) | Дата премьеры (мировая)   | Дата премьеры (Россия) | Произв. код |
| - | - | --- | ------------------------------------------------------------------------ | ------------ | ------------------------- | ---------------------- | ----------- |
| 1 | 1 | «Леди Баг и Супер-Кот: Нью-Йорк. Союз героев» «Miraculous World: New York – United Heroez / Miraculous World: New York, les Héros Unis»                                                                    | Томас Астрюк, Матье Шоке, Мелани Дюваль, Фред Ленуар и Себастьен Тибодо. | Томас Астрюк | 25 сентября 2020 (США)    | 26 ноября 2020         | 327         |
| 2 | 2 | «Леди Баг и Супер-Кот: Шанхай. Легенда о Леди Драконе» «Miraculous World: Shanghai – The Legend of Ladydragon / Miraculous World: Shanghai, la Légende de Ladydragon»                                      | Томас Астрюк, Матье Шоке, Мелани Дюваль, Фред Ленуар и Себастьен Тибодо. | Томас Астрюк | 4 апреля 2021 (Франция)   | 21 мая 2021            | 328         |
| 3 | 3 | «Леди Баг и Супер-Кот из Альтернативной Вселенной: Приключения в Париже» «Miraculous World: Paris – Tales of Shadybug and Claw Noir / Miraculous World: Paris, les Aventures de Toxinelle et Griffe Noire» | Томас Астрюк, Мелани Дюваль, Фред Ленуар и Себастьен Тибодо.             | Томас Астрюк | 21 октября 2023 (Франция) | 30 декабря 2023        | 528         |
| 4 | 4 | «Леди Баг и Супер-Кот: Лондон. На краю времени» «Miraculous World: London – At the Edge of Time / Miraculous World: Londres, la Course contre le Temps»                                                    | Томас Астрюк, Мелани Дюваль, Фред Ленуар и Себастьен Тибодо              | Томас Астрюк | 5 октября 2024 (Франция)  | 21 декабря 2024        | 529         |

## Будущие спецэпизоды
| № | # | Название                                                                               | Сценарист(-ы) | Режиссёр(-ы) | Дата премьеры (мировая) | Дата премьеры (Россия) |
| - | - | -------------------------------------------------------------------------------------- | ------------- | ------------ | ----------------------- | ---------------------- |
| 1 | 1 | «Леди Баг и Супер-Кот: Африка» «Miraculous World: Africa»                              | TBA           | Томас Астрюк | TBA                     | TBA                    |
| 2 | 2 | «Леди Баг и Супер-Кот: Рио-де-Жанейро» «Miraculous World: Rio de Janeiro»              | TBA           | Томас Астрюк | TBA                     | TBA                    |
| 3 | 3 | «Леди Баг и Супер-Кот: Токио. Звёздный отряд» «Miraculous World: Tokyo. Stellar force» | TBA           | Томас Астрюк | TBA                     | TBA                    |
| 4 | 4 | «Хэллоуин» «Special Halloween»                                                         | TBA           | Томас Астрюк | TBA                     | TBA                    |
| 5 | 5 | «Футбол» «Miraculous Football Special»                                                 | TBA           | Томас Астрюк | TBA                     | TBA                    |